# Projekt Konstytucji Państwa Polskiego (1917)
Projekt Konstytucji Państwa Polskiego (Projekt Konstytucji Państwa Polskiego przyjęty dn. 28 lipca 1917 r. przez Komisję Sejmowo-Konstytucyjną Tymczasowej Rady Stanu, zwany także Konstytucją Buzka) – jedyny oficjalny projekt pełnej ustawy zasadniczej Królestwa Polskiego z lat 1917–1918, mającej w zamierzeniu twórców – członków Komisji Sejmowo-Konstytucyjnej Tymczasowej Rady Stanu – obowiązywać w państwie po jego dopracowaniu i uchwaleniu przez przyszły Sejm. Projekt ten nigdy nie stał się przedmiotem obrad Sejmu, gdyż 14 listopada 1918 r. Królestwo Polskie zostało przekształcone w Republikę Polską (zaczątek II Rzeczypospolitej), a prace nad konstytucją rozpoczęły się od nowa. Ważny wpływ na treść projektu miał referent generalny Komisji Sejmowo-Konstytucyjnej TRS prof. Józef Buzek.
Projekt konstytucji liczył 9 rozdziałów i 151 artykułów. Zakładał, że - zgodnie z tym, co zapowiadał Akt 5 listopada - ustrojem państwa polskiego będzie monarchia konstytucyjna z silną pozycją króla, głowy państwa i naczelnego wodza siły zbrojnej. Władzę ustawodawczą sprawować miał Król wraz z Sejmem, władzę wykonawczą - Król (przy pomocy odpowiedzialnych ministrów), a władzę sądowniczą – niezawisłe sądy, orzekające w imieniu Króla. W projekcie nie zidentyfikowano wprost suwerena, czyli dzierżyciela zwierzchniej władzy państwowej, ale należy domniemywać, że był nim Król – jako wspólny organ wszystkich trzech rodzajów władz. Projekt regulował w szczególności sprawy dotyczące Króla, regencji, Rady Ministrów, Sejmu złożonego z Senatu i Izby Poselskiej, budżetu, aktów prawnych, samorządu terytorialnego oraz praw i obowiązków obywateli (włącznie z powszechnym obowiązkiem służby wojskowej).
Projekt konstytucji nie wywarł wpływu na patent monarchów okupacyjnych z 12 września 1917 r., czyli mikrokonstytucję Królestwa Polskiego, ponieważ ta została oparta na wcześniejszym projekcie „Tymczasowej Organizacyi polskich naczelnych władz państwowych”, uchwalonym przez Tymczasową Radę Stanu 3 lipca 1917 r.